# Walter Bruch
Walter Bruch (født 2. marts 1908, død 5. maj 1990) var en tysk ingeniør ansat hos Telefunken.
Han opfandt farve TV-systemet PAL (Phase Alternating Line), der benyttes i Europa.

## Ekstern henvisning
- Wikimedia Commons har flere filer relateret til Walter Bruch
- Walter Bruch